# 청주 최명길 신도비
청주 최명길 신도비(淸州 崔鳴吉 神道碑)는 대한민국 충청북도 청주시 청원구 북이면 대율리에 있는, 조선 중기의 문신인 최명길(1586∼1647) 선생의 공적을 기리는 비석이다. 1980년 1월 9일 충청북도의 유형문화재 제59호로 지정되었다.

## 개요
신도비란 임금이나 고관의 평생업적을 기록하여 그의 묘앞에 세워두는 것으로, 이 비는 조선 중기의 문신인 최명길(1586∼1647) 선생의 공적을 기리고 있다.
최명길은 선조 38년(1605) 문과에 급제한 후 승문원을 거쳐 예문관 전적이 되었다. 그러던 중 광해군이 인목대비를 유폐하고 정치가 날로 어려워지자 인조를 추대하는 인조반정에 가담하였다. 정묘호란과 병자호란 때에는 청나라를 배척하는 당대 여론에 맞서 현실적인 외교정책을 추진하였다. 청의 군대가 물러간 뒤 우의정이 되어 왕을 위로하고 흩어진 정사를 잘 정리하여 국내외가 안정되도록 하였고, 이 후 좌의정을 거쳐 영의정에 이르렀다.
비는 숙종 28년(1702)에 세운 것으로, 비문은 박세당이 짓고 최창대가 글씨를 썼으며, 1980년 비의 보호를 위해 비각을 세웠다.

## 명칭 변경
1980년 1월 9일 충청북도의 유형문화재 제59호 최명길 신도비(崔鳴吉 神道碑)로 지정되었으나, 2013년 1월 18일 청원 최명길 신도비(淸原 崔鳴吉 神道碑)로 변경되었고, 2014년 7월 1일 청주시 행정구역 변경에 따라 현재의 문화재 명칭으로 변경되었다

## 같이 보기
- 최명길

## 참고 자료
- 청주 최명길신도비 - 국가유산청 국가유산포털